# Juan Ferreyra
Juan Ferreyra (Córdoba, 8 marzo 1978) è un fumettista argentino conosciuto per la pubblicazione di varie saghe fumettistiche di supereroi della DC Comics e della Marvel Comics.

## Biografia
Juan Ferreyra nasce a Cordoba, in Argentina, nel 1978. Le sue prime pubblicazioni fumettistiche documentate risalgono al 2006 per il fumetto Rex Mundi. Nel 2014 prende parte al progetto fumettistico Prometheus: Fire and Stone che prende spunto dall'omonimo filmPrometheus del regista Ridley Scott. Nel 2015 approda alla DC Comics esordendo con il fumetto dedicato al personaggio John Constantine. Nel 2018 invece viene pubblicato il suo primo lavoro per la Marvel Comics intitolato Vecchio Logan. Nel 2021 partecipa alla creazione della miniserie riguardante Spiderman Noir, intitolata Spiderman Noir Crepuscolo a Babilonia. Nel 2023 partecipa alla creazione e pubblicazione sempre come disegnatore di un’altra miniserie, incentrata questa volta sullo Spiderman originale, intitolata La città dei demoni.

## Opere Marvel e DC
- Fire and stone :pubblicazione italiana (2019)
- Costantine: weighing the heart : pubblicazione italiana (2015)
- Gotham by Midnight: pubblicazione italiana (2015-2016)
- Green Arrow: pubblicazione italiana (2016-2018)
- Suicide squad : pubblicazione italiana(2016-2018)
- New suicide squad : pubblicazione italiana(2017)
- Old man Logan : pubblicazione italiana (2019)
- Punisher : pubblicazione italiana (2020)
- Killmonger: by any Means : pubblicazione italiana (2021)
- Spiderman-Noir: Crepuscolo a Babilonia: pubblicazione italiana (2021)
- Nick Fury jr. : pubblicazione italiana (2022)
- The next Batman : pubblicazione italiana (2022)
- Deadly Neighborhood Spider-Man: pubblicazione italiana (2022-2023)
- The Flash: The Fastest Man Alive:   pubblicazione italiana(2023)